# Men-Tsee-Khang (Dharamsala)
Pour les articles homonymes, voir Mentsikhang (Lhassa), établissement original, créé en 1916 sous le règne de Thubten Gyatso, le 13e dalaï-lama à Lhassa et toujours en activité.
L'Institut de médecine et d'astrologie tibétaine (tibétain : སྨན་རྩིས་ཁང་, Wylie : sman rtsis khang, THL : mentsikhang,  chinois : 门孜康 ; pinyin : ménzīkāng), ou Men-Tsee-Khang est une école de médecine spécialisée en médecine traditionnelle tibétaine et en astrologie tibétaine fondé en 1916 par Thubten Gyatso, le 13e dalaï-lama à Lhassa au Tibet. 
Fermé en 1959 après l'échec du soulèvement tibétain, le Men Tsee Khang est rétabli en exil en 1961 par Tenzin Gyatso, le 14e dalaï-lama, à Dharamsala en Inde.

## Histoire du Men-Tsee-Khang au Tibet (1916-1959)

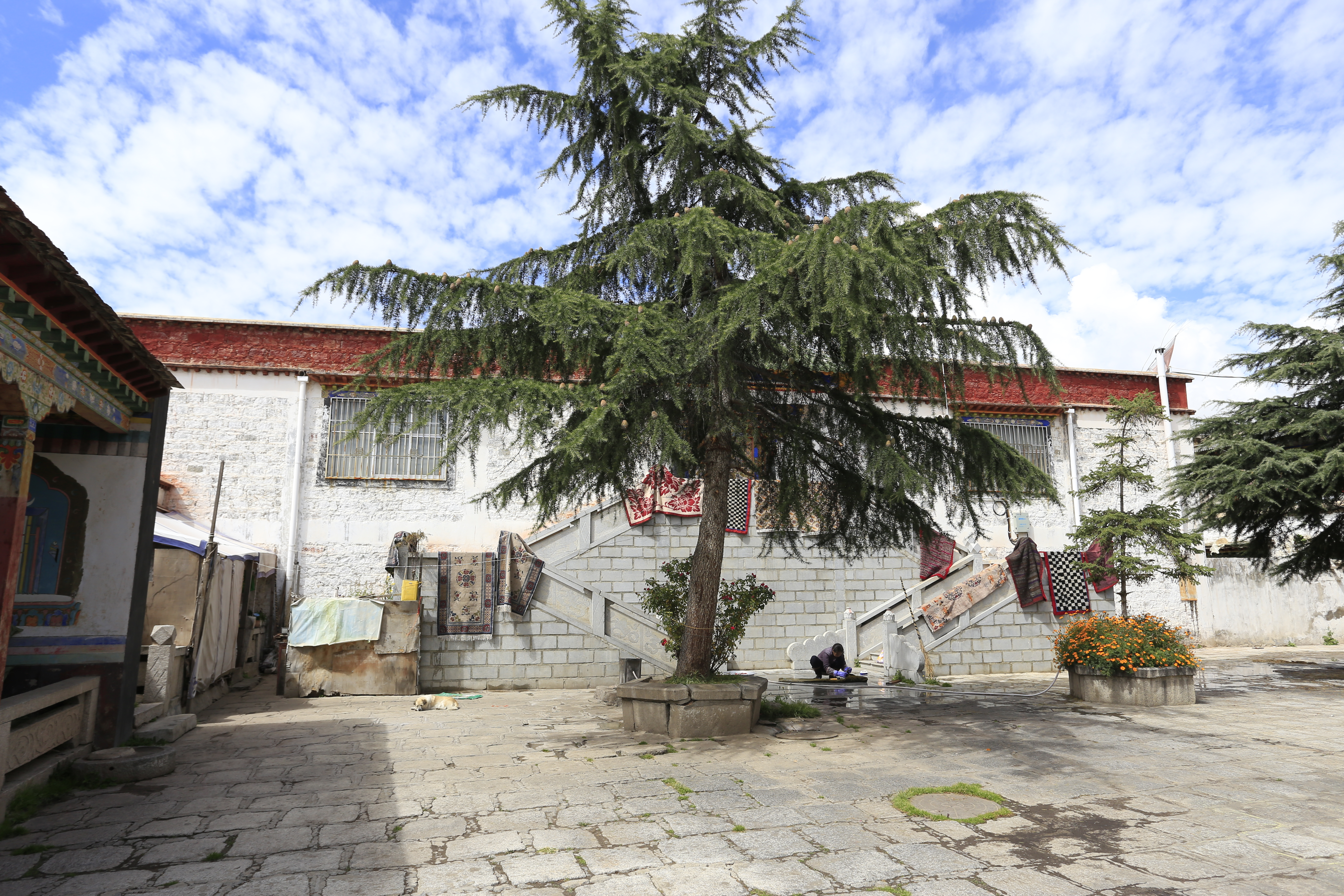
Cour intérieure du Men Tsee Khang de Lhassa

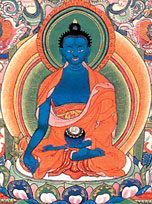
Bouddha de médecine

Le collège de médecine fut fondé en 1916 par Thubten Gyatso, 13e dalaï-lama. 
En 1916, Tekhang Jampa Thupwang demanda au 13e dalaï-lama, dont il était le médecin personnel, l'autorisation de convertir le monastère de Tengyeling en une école de médecine et d'astrologie,. Comprenant les avantages d'une telle institution pour les riches et les pauvres, les aristocrates et les paysans, le dalaï-lama vérifia lui-même les blocs d'impression du rGyud-bZhi. Il convoqua Tekhang Jampa Thupwang, lui donna son accord, fondant ainsi le Men-Tsee-Khang, et le nomma directeur. Cette même année, il nomma Khyenrab Norbu directeur du  Collège médical de Chakpori et du Men-Tsee-Khang.
Le gouvernement tibétain finança les cours aux étudiants et fournit une médecine gratuite aux personnes pauvres.

## Le Men Tsee Khang dans la Région Autonome du Tibet (post 1959)
En 1959, après l'échec du soulèvement tibétain, le Men Tsee Khang ferme. Plusieurs de ses employés et étudiants furent emprisonnés et des ouvrages médicaux inestimables furent détruits. Les médecins tibétains furent persécutés et la pratique de la médecine tibétaine traditionnelle interdite. Rétabli à une date ultérieure, le Men-Tsee-Khang de Lhassa reprend un enseignement rudimentaire en médecine traditionnelle tibétaine aux alentours de 1975 et redevient ultérieurement un institut supérieur d'enseignement de médecine traditionnelle tibétaine.

## Le Men Tsee Khang en Inde (à partir de 1961)
Après l'annexion du Tibet par la Chine et l'exil de 150 000 Tibétains  en 1959, principalement en Inde, une bonne part du savoir médical tibétain a pu être sauvegardée, notamment à Dharamsala.
Le Men-Tsee-Khang ou « Tibetan Medical and Astrological Institute » (TMAI) est rétabli à Dharamsala en Inde en 1961 par le 14e dalaï-lama. On y enseigne et développe aujourd'hui la médecine tibétaine en exil. Le Men-Tsee-Khang de Dharamsala a pour objectif la préservation des connaissances issues de l'Institut de Lhassa, ainsi que de l'ancien collège médical Chakpori, détruit lors du soulèvement de 1959. La durée du cursus médical de base est de 5 ans. Les études sont fondées sur le Ghyü Shi. Ensuite, les apprentis médecins effectuent 2 années de stage pratique aux côtés d'un médecin tibétain (amchi en tibétain).
À l'occasion du 54e anniversaire de sa fondation, Kaul Singh Thakur, le ministre de la Santé de l'Himachal Pradesh annonça l'attribution de 30 hectares de terres de la région de Lahaul et Spiti pour la culture de plantes médicinales pour l'institut et que des sièges sont réservés pour les Tibétains dans les trois nouveaux collèges médicaux qu'il met en place.
Quarante-sept antennes de l'institut sont réparties sur l'ensemble du territoire indien.

### Missions
Institut de médecine et d'astrologie tibétaine enseigne la médecine, l'astrologie et l'astronomie tibétaine. 
Des recherches y sont menées, notamment sur le traitement du cancer, des rhumatismes et du diabète. L'institut abrite également un centre pharmaceutique produisant les médicaments de la pharmacopée traditionnelle.

### Centenaire
Le 23 mars 2016, l'Institut fête sons centenaire,,.
À cette occasion, le 14e dalaï-lama loue les résultats obtenus par l'institut mais déclara que plus d'efforts doivent être entrepris pour assurer une couverture des services aux plus démunis, et signale en particulier la défaillance du département de la santé de l'Administration centrale tibétaine et de l'Institut médical et d'astrologie tibétaine en matière de santé préventive.

## Liste de médecins chef du Men-Tsee-Khang
| - Khyenrab Norbu (1882-1962) - Tro Gawo Gyurme Ngawang Samphel Rinpoché (Trogawa Rinpoché) (1932-2005) - Kurung Peltsewa Norlha Phuntsok Dradul (1932-1972) | - Yeshi Donden (né en 1927) - Lobsang Dolma Khangkar (1935-1989), médecin chef de 1972 à 1978 - Tenzin Choedrak (1922-2001) |

## Liste des directeurs
Voici la liste des directeurs de l'institut depuis sa refondation en Inde :
| - Dr Yeshi Dhonden, 1961-1966 - Lobsang Khenrap, 1966-1967 - Thupten Dawa, 1967-1967 - Ngawang Namgyal, 1967-1971 - Lobsang Tenzin, 1972-1974 - Ngodup, 1974-1975 - Tsewang Jigme Tsarong, 1975-1980 - Taklha Lobsang Samten, 1980-1985 - Namgyal Lhamo Taklha, 1985-1988 | - Achok Rinpoché, Lobsang Thupten Khenrap Gyatso, 1988-1989 - Shiwo Lobsang Dhargye, 1990-1993 - Rilnag Rinchen Dolma, 1993-1994 - Tashi Tsering Phuri, 1994-1997 - Pema Dadhul Arya, 1997-2001 - Samdup Lhatse, 2001-2005 - Dr Gyalpo Dawa, 2005-2010 - Dr Tsewang Tamdin, 2010-2012 - Tashi Tsering Phuri, 2012- |

## Galerie du Men-Tsee-Khang à Dharamsala

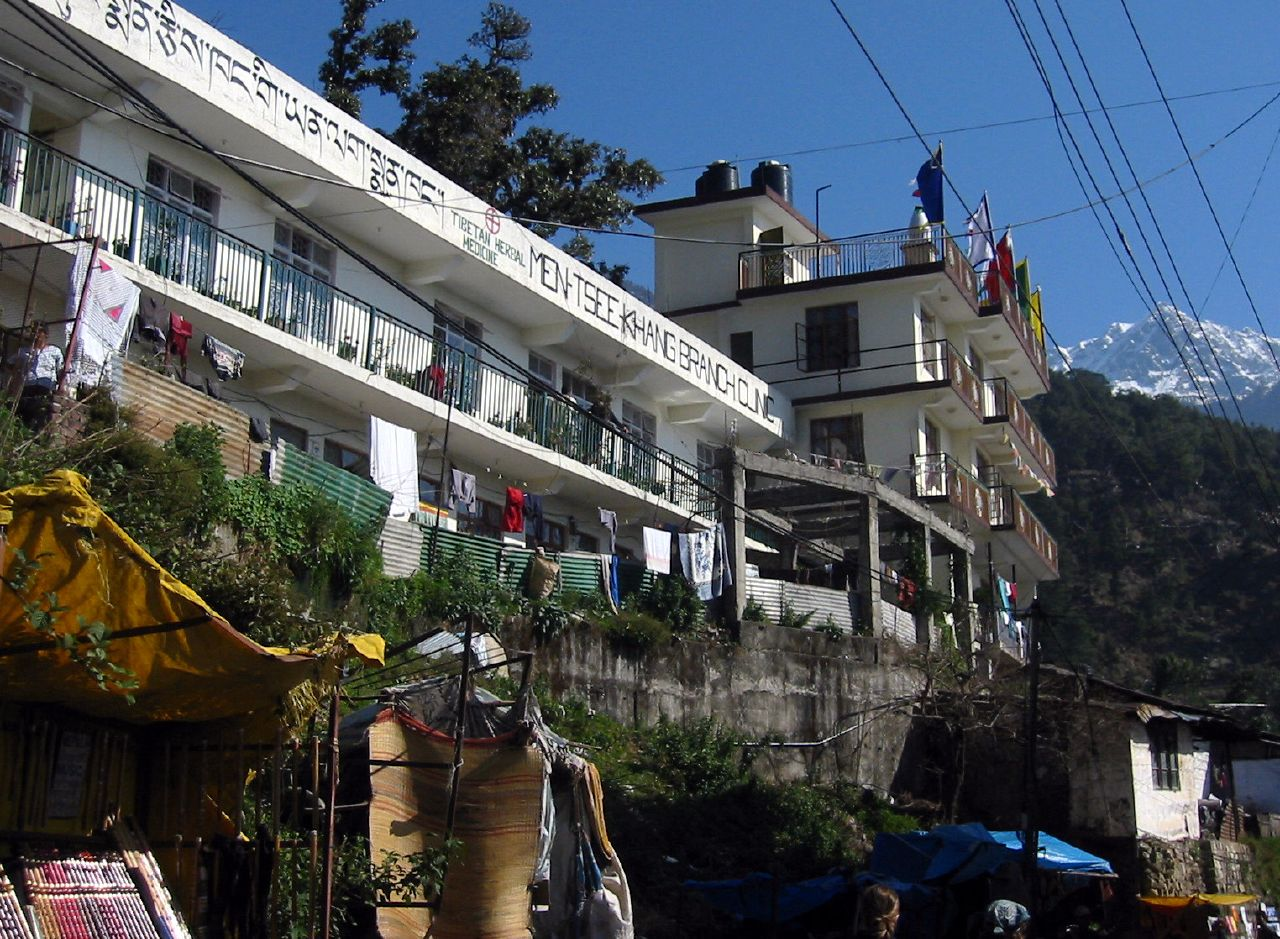
Men Tsee Khang, Dharamsala
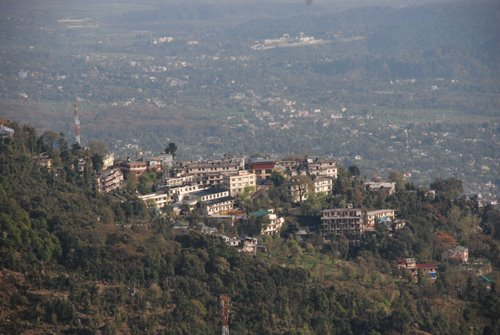
Men Tsee Khang, Dharamsala
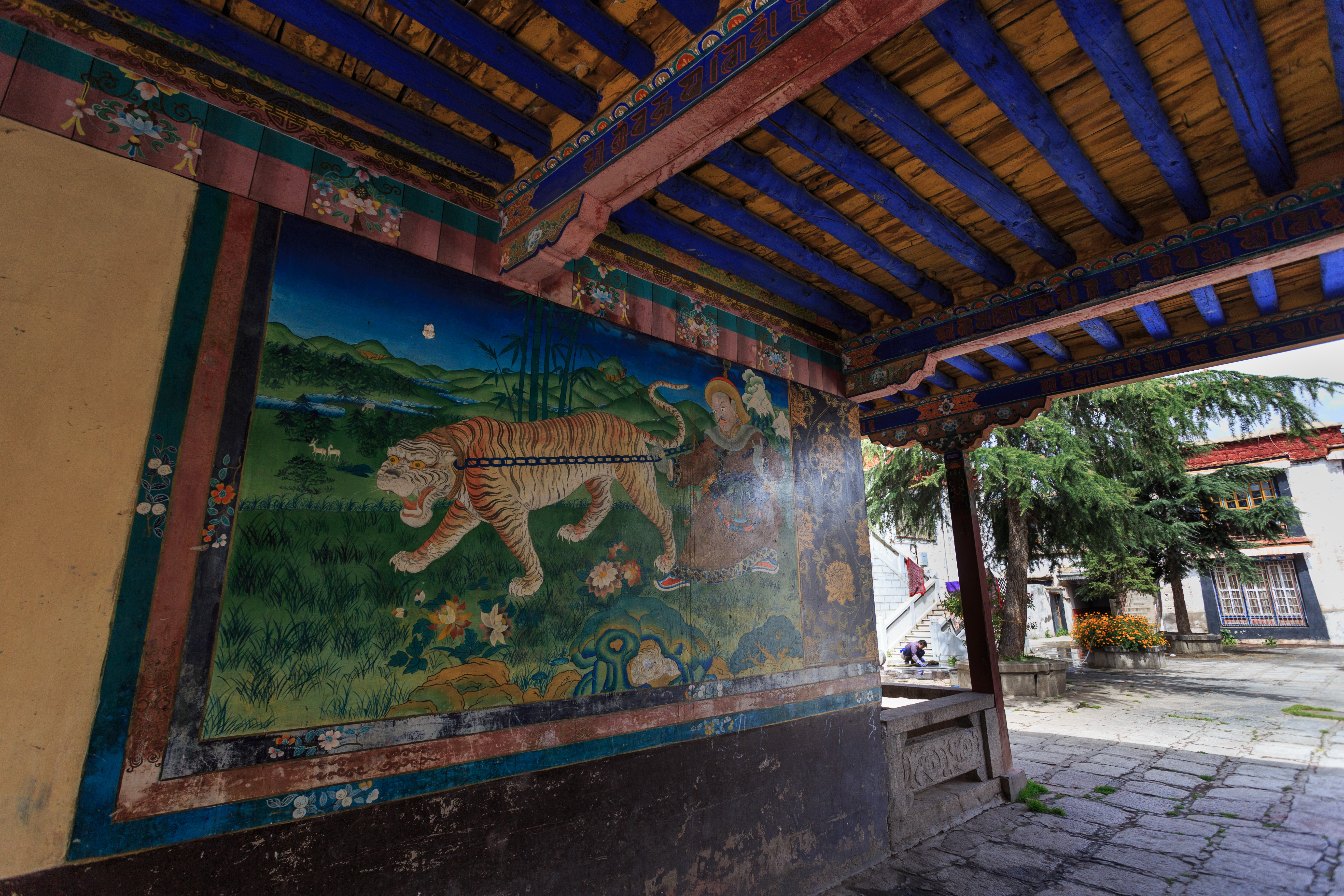
Salle d'entrée porte principale du Men Tsee Khang de Lhassa